# Chenal Buffon
Chenal Buffon är ett sund i Antarktis. Det ligger i Östantarktis. Frankrike gör anspråk på området.